# Stopplaats Zalk
Stopplaats Zalk (telegrafische code: zk) is een voormalige stopplaats aan de spoorlijn Hattem - Kampen Zuid, destijds aangelegd en geëxploiteerd door de Koninglijke Nederlandsche Locaalspoorweg-Maatschappij (KNLS). Het station lag ten zuiden van Zalk in het Zalkerbroek. Aan de spoorlijn werd de stopplaats voorafgegaan door stopplaats Zuiderzeestraatweg en gevolgd door stopplaats De Zande. Stopplaats Zalk werd geopend op 1 oktober 1913 en gesloten op 31 december 1933. Bij het station was een toiletgebouwtje aanwezig.